# Cees Vos
Cornelis Adrianus Gerardus (Cees) Vos (Roosendaal, 14 december 1927 – 's-Hertogenbosch, 11 september 2018) was een Nederlands politicus van de KVP en later het CDA.
Hij was van 1962 tot 1969 gemeenteraadslid van de gemeente Roosendaal en Nispen en na zijn verhuizing naar Delft kwam hij daar in 1973 ook in de gemeenteraad. Daarnaast was hij ambtenaar bij het ministerie van CRM waar hij werkzaam was op de afdeling maatschappelijk werk. In augustus 1979 werd Vos benoemd tot burgemeester van Schaijk wat hij tot 1990 zou blijven. Hij was ridder in de Orde van Oranje Nassau. In 2018 overleed Vos op 90-jarige leeftijd.